# The Album (album de Dana International)
Pour les articles homonymes, voir The Album.
Albums de Dana International
Diva: Ha Osef Free
The Album est la deuxième compilation de la chanteuse israélienne Dana International. Celle-ci est sortie en Europe et à Taïwan.

## Titres
1. Cinque milla (remix) 3:26 (Dana International / Offer Nisim)
  - extrait de l'album Maganona, 1996
2. Maganuna (remix) 3:40 (Dana International / Offer Nisim)
  - extrait de l'album Maganona, 1996
3. Qu'est-ce que c'est ? (remix) 6:02 (Dana International / Offer Nisim)
  - extrait de l'album Umpatampa, 1994
4. Power 4:04 (Dana International / Offer Nisim)
5. I'm gonna let 5:22 (Dana International / Offer Nisim)
  - extrait de l'album Maganona, 1996
6. Dana International 3:24 (Dana International / Offer Nisim)
  - extrait de l'album Danna International, 1993
7. Good night Europe 2:57 (Yoav Ginai / Offer Nisim - Shai Borovich)
  - version anglaise de "Layla tov, Eropa", extrait de l'album Umpatampa, 1994
8. Arusa 3:33 (Dana International / Offer Nisim)
  - extrait de l'album Danna International, 1993
9. Don Quixote 4:05 (Nino Orsiano)
  - extrait de l'album Maganona, 1996
10. Going to Petra (Nosa'at le Petra) 3:40 (Yoav Ginai / Offer Nisim)
  - extrait de l'album Umpatampa, 1994
11. Cinque milla 4:56 (Dana International / Offer Nisim)
  - extrait de l'album Maganona, 1996
12. Maganuna 3:47 (Dana International / Offer Nisim)
  - extrait de l'album Maganona, 1996
13. Qu'est-ce que c'est ? 4:15 (Dana International / Offer Nisim)
  - extrait de l'album Umpatampa, 1994

## Singles
- I'm gonna let - 1998
- Cinque milla - 1998